# Langenleuba-Niederhain
Langenleuba-Niederhain är en kommun och ort i Landkreis Altenburger Land i förbundslandet Thüringen i Tyskland.
Kommunen ingår i förvaltningsområdet Nobitz tillsammans med kommunerna Göpfersdorf och Nobitz.